# Dåriesjávrrie
Dåriesjávrrie är en sjö i Arvidsjaurs kommun i Lappland och ingår i Piteälvens huvudavrinningsområde. Sjön har en area på 0,107 kvadratkilometer och ligger 348 meter över havet.

## Delavrinningsområde
Dåriesjávrrie ingår i det delavrinningsområde (729234-168893) som SMHI kallar för Utloppet av Mörtträsket. Medelhöjden är 357 meter över havet och ytan är 11,14 kvadratkilometer. Det finns inga avrinningsområden uppströms utan avrinningsområdet är högsta punkten. Mörtträskbäcken som avvattnar avrinningsområdet har biflödesordning 4, vilket innebär att vattnet flödar genom totalt 4 vattendrag innan det når havet efter 143 kilometer. Avrinningsområdet består mestadels av skog (62 procent) och sankmarker (17 procent). Avrinningsområdet har 1,99 kvadratkilometer vattenytor vilket ger det en sjöprocent på 17,8 procent.